# Kurt Ulrich
Kurt Ulrich, né le 28 juin 1905 à Berlin et mort le 11 septembre 1967, est un producteur de cinéma allemand.

## Filmographie
- 1933 : Die Goldgrube
- 1934 : Warum so aufgeregt?
- 1934 : Und sie singt doch
- 1934 : Tante Mariechen
- 1934 : Mucki
- 1934 : Mausi
- 1934 : Los Nr. 13 013
- 1934 : Ich versichere Sie
- 1934 : Ich tanke, Herr Franke
- 1934 : Herr oder Diener?
- 1934 : Herr Mahler in tausend Nöten
- 1934 : Halb und halb
- 1934 : Das Geschäft blüht
- 1934 : Frau Eva wird mondain!
- 1934 : Ein Fideles Büro
- 1934 : Ein Falscher Fünfziger
- 1934 : Dr. Bluff
- 1934 : Carlos schönstes Abenteuer
- 1934 : Bitte ein Autogramm!
- 1934 : Aufschnitt
- 1934 : Adam, Eva und der Apfel
- 1934 : Tempo, Carlo, Tempo
- 1935 : Zahn laß Dir man ziehen, Den
- 1935 : Sie oder Sie
- 1935 : Laßt Blumen sprechen
- 1935 : Eine Braut in Eile gesucht
- 1935 : Angsthase
- 1935 : Anekdoten um den alten Fritz
- 1935 : Abenteuer in der Karnevalsnacht
- 1935 : Alle Tage ist kein Sonntag
- 1936 : Der Zweck heiligt die Mittel
- 1936 : Zeugen gesucht
- 1936 : Was sagen Sie dazu?
- 1936 : Tante Clementine
- 1936 : Smutjes Schwester
- 1936 : Der Neue Schiffsjunge
- 1936 : Münchhausens neuestes Abenteuer
- 1936 : Die Lange Grete
- 1936 : Knigge und wir
- 1936 : Klein, aber mein
- 1936 : Das Häßliche Entlein
- 1936 : Blinder Eifer
- 1936 : Aufmachen, Kriminalpolizei
- 1936 : Heiteres und Ernstes um den großen König
- 1936 : Ein Netter Besuch
- 1936 : Wir gratulieren
- 1936 : Till Eulenspiegel: Wie Eulenspiegel sich einmal erbot, zu fliegen
- 1937 : Die Hosenknöpf
- 1937 : Großstadtzauber
- 1937 : Ferngespräch mit Hamburg
- 1937 : Augenzeugen
- 1937 : Alkohol und Steuerrad
- 1938 : Wie ein Ei dem andern
- 1938 : Klimbusch macht Wochenende
- 1938 : Geld fällt vom Himmel
- 1939 : Die Hundert Mark sind weg
- 1939 : Der Herr im Hause
- 1939 : Müller contra Müller
- 1940 : Herzensfreud - Herzensleid
- 1949 : Nichts als Zufälle
- 1949 : Um eine Nasenlänge
- 1950 : La Fiancée de la Forêt-Noire (Schwarzwaldmädel)
- 1951 : Johannes und die 13 Schönheitsköniginnen
- 1951 : Grün ist die Heide
- 1952 : Le Pays du sourire (Das Land des Lächelns)
- 1952 : Mikosch rückt ein
- 1952 : Pour l'amour d'une femme (Am Brunnen vor dem Tore)
- 1953 : L'Amoureuse Aventure (Der Vogelhändler)
- 1953 : Quand la musique du village joue (Wenn am Sonntagabend die Dorfmusik spielt)
- 1953 : Briefträger Müller
- 1953 : Lilas blancs (Wenn der weiße Flieder wieder blüht)
- 1953 : Hurra - ein Junge!
- 1954 : ...und ewig bleibt die Liebe
- 1954 : Le Baron tzigane (Der Zigeunerbaron)
- 1954 : Émile et les Détectives (Emil und die Detektive)
- 1954 : Boulevard des plaisirs
- 1954 : Baron Tzigane
- 1955 : Wenn der Vater mit dem Sohne
- 1955 : Das fröhliche Dorf
- 1955 : Le Joyeux Vagabond
- 1955 : Ja, ja die Liebe in Tirol
- 1955 : Amour, tango, mandoline
- 1955 : Le Chemin du paradis (Die Drei von der Tankstelle)
- 1956 : Charleys Tante
- 1956 : Schwarzwaldmelodie
- 1956 : Das Sonntagskind
- 1956 : Was die Schwalbe sang
- 1956 : Das Donkosakenlied
- 1956 : L'Espion de la dernière chance (Spion für Deutschland)
- 1956 : Die Christel von der Post
- 1957 : Der schräge Otto
- 1957 : Das haut hin
- 1957 : Hoch droben auf dem Berg
- 1957 : Banktresor 713
- 1957 : Blaue Jungs
- 1957 : Vater sein dagegen sehr
- 1957 : Drei Mann auf einem Pferd
- 1957 : Es wird alles wieder gut
- 1957 : Frühling in Berlin
- 1957 : Le Renard de Paris (Der Fuchs von Paris)
- 1957 : Le Charme de Dolores (Die Beine von Dolores)
- 1958 : Peter Foss, le voleur de millions (Peter Voss, der Millionendieb) de Wolfgang Becker
- 1958 : Zwei Herzen im Mai
- 1958 : Schlag auf Schlag
- 1958 : Das gab's nur einmal
- 1958 : L'Étau (Der Greifer)
- 1958 : Schwarzwälder Kirsch
- 1958 : Immer die Radfahrer
- 1958 : La Muselière (en) (Der Maulkorb)
- 1958 : Der Pauker
- 1958 : Bien joué mesdames (Hoppla, jetzt kommt Eddie)
- 1958 : Der Eiserne Gustav
- 1959 : So angelt man keinen Mann
- 1959 : Peter Voss – der Held des Tages
- 1959 : Bobby Dodd greift ein
- 1959 : Alle Tage ist kein Sonntag
- 1959 : Des roses pour le procureur (Rosen für den Staatsanwalt)
- 1959 : Ein Mann geht durch die Wand
- 1959 : Paradies der Matrosen
- 1959 : Alt Heidelberg
- 1960 : Der Jugendrichter
- 1960 : La Grande Vie (Das Kunstseidene Mädchen)
- 1960 : Le Vengeur défie Scotland Yard (Der Rächer)
- 1960 : Mal drunter - mal drüber
- 1960 : Wenn die Heide blüht
- 1960 : La Jeune pécheresse (Die junge Sünderin)
- 1960 : Le Dernier Témoin (Der letzte Zeuge)
- 1961 : Ach Egon!
- 1961 : Trois hommes dans un bateau (de)
- 1961 : Blond muß man sein auf Capri
- 1962 : Agence matrimoniale Aurora
- 1962 : Princesse tzigane (Der Zigeuner Baron)
- 1962 : Sein bester Freund
- 1962 : Kohlhiesels Töchter
- 1963 : L'Opéra de quat'sous (Die Dreigroschenoper) de Wolfgang Staudte
- 1964 : Das hab ich von Papa gelernt
- 1964 : Le Ranch de la vengeance (Heiss weht der Wind)